# Comuna Raihorod, Nemîriv
Raihorod (în ucraineană Райгород) este o comună în raionul Nemîriv, regiunea Vinnița, Ucraina, formată din satele Nîjcea Kropîvna, Raihorod (reședința) și Slobidka.

## Demografie
Componența lingvistică a satului Raihorod
     Ucraineană (97,71%)
     Rusă (1,48%)
     Alte limbi (0,22%)
Conform recensământului din 2001, majoritatea populației satului Raihorod era vorbitoare de ucraineană (97,71%), existând în minoritate și vorbitori de rusă (1,48%).